# Зензели (село)
Зензели́ — село в Лиманском районе Астраханской области России.
Административный центр и единственный населённый пункт Зензелинского сельсовета. Расположено между западным берегом ильменя Тюга и железной дорогой Кизляр-Астрахань в 25 км к северо-западу от посёлка Лиман.
Население — 2823 человек (2021)
Основано в 1703 году.

## Название
По одной из версий, это татарское слово — «жидале», «жиде-аул» означает «семь дворов». Именно столько их было поначалу.  По другой версии, село раньше называлось по-татарски «Джигда», а по-калмыцки «Зигда», что в переводе означало «лесистая местность». Затем слово это было переиначено переселенцами из Пензенской губернии, звучало как «Зигдами», а затем — «Зинзили», и окончательно — «Зензели».

## История
Данные о дате основания села разнятся. Согласно официальным данным, размещённым на сайте Зензелинского сельсовета, село основано в 1703 году на казённых и калмыцких землях в низменности при ильмене Тюга, по другим сведениям село основано в начале 1790-х гг. татарами-переселенцами из Курченко
Согласно списку населённых мест Астраханской губернии в 1859 году в казенном селе Зензелинском (Джидали) имелись 66 дворов, одна мечеть, проживало 175 душ мужского и 169 женского пола. Согласно опросным листам 1902 года, на этот период времени здесь имелось 30 деревянных и 40 камышитовых дворов, одна мечеть. Вероисповедание было в основном «магометанское», то есть ислам.
После установления советский власти был образован Зензелинский сельский совет.
Постановлением Президиума ВЦИК 9 мая 1927 года Зензелинский сельский совет Икрянинского района Астраханской губернии в целях преодоления чересполосицы был передан в состав Яндыко-Мочажного улуса Калмыцкой автономной области. С 1935 года - в составе Долбанского улуса Калмыцкой АССР.
Существенные изменения в национальном составе села произошли в годы Великой Отечественной войны, когда мимо села пролегла линия железной дороги Кизляр — Астрахань, появилась станция. Появилось немало приезжих: русских, украинцев, латышей, евреев. Переселялись сюда сельчане из Михайловки, Караванного. Стала действовать машинно-животноводческая станция, появились другие организации.
28 декабря 1943 года было депортировано калмыцкое население, проживавшее в окрестных сёлах. В 1944 году после ликвидации Калмыцкой АССР село Зензели, как и другие населённые пункты Долбанского улуса, было включено в состав Астраханской области.
В 1956 году после отмены ограничений по передвижению в район стали возвращаться калмыки. Поскольку к этому времени бывшие калмыцкие сёла уже исчезли, возвратившиеся калмыки осели в Зензелях, основав так называемые места компактного проживания. Так появился в селе, наряду с уже существовавшими татарским, калмыцкий посёлок. А городок железнодорожников позднее расширился и стал русским микрорайоном. Впрочем, это разделение довольно условно. В калмыцком живут вперемежку и русские, и даргинцы, в русском — также чередование. И лишь в татарском соблюдается относительная однородность.
Административное подчинение села изменялось. Первоначально оно входило в состав Яндыковского (впоследствии Яндыко-Мочажного) улуса Калмыцкой степи Астраханской губернии, затем с 1920 года последовательно входило в состав Яндыко-Мочажного, Приморского, Долбанского улусов Калмыцкой автономной области, Калмыцкой АССР. В 1943 году в связи с депортацией калмыков и упразднением Калмыцкой АССР было передано Астраханской области.

## Физико-географическая характеристика
Село расположено на западе Лиманского района, в пределах Прикаспийской низменности, являющейся частью Восточно-Европейской равнины, между западным берегом ильменя Тюга и железной дорогой Кизляр-Астрахань. Высота - 25 м ниже уровня моря. Для рассматриваемой территории характерен ильменно-бугровой ландшафт, представленный урочищами бэровских бугров и межбугровых понижений. К северу от села расположено урочище пески Зензелинские. Почвенный покров комплексный: на буграх Бэра распространены бурые полупустынные почвы, в межбугровых понижениях ильменно-болотные и ильменно-луговые почвы.
Расстояние до столицы Астраханской области города Астрахани составляет 130 км, до районного центра посёлка Лиман - 25 км. Ближайший населённый пункт село Михайловка расположено в 6 км к востоку от села.
Климат
Климат резко континентальный, крайне засушливый (согласно классификации климатов Кёппена-Гейгера - семиаридный (индекс BSk)). Среднегодовая температура воздуха положительная и составляет + 10,3 °C, средняя температура самого холодного месяца января - 4,9 °С, самого жаркого месяца июля + 25,2 °С. Расчётная многолетняя норма осадков - 236 мм, наименьшее количество осадков выпадает в феврале (12 мм), наибольшее в июне (28 мм). 
Часовой пояс
Зензели, как и вся Астраханская область, находится в часовой зоне МСК+1. Смещение применяемого времени относительно UTC составляет +4:00.

## Население
| 1859 | 1904 | 1914 |
| ---- | ---- | ---- |
| 344  | 302  | 374  |

| 2002  | 2010  | 2012  | 2013  | 2014  | 2015  | 2016  |
| ----- | ----- | ----- | ----- | ----- | ----- | ----- |
| 3161  | ↗3198 | ↗3260 | ↗3286 | ↘3219 | ↘3192 | ↘3143 |
| 2017  | 2018  | 2019  | 2020  | 2021  |       |       |
| ↘3131 | ↘3103 | ↘3080 | ↘3033 | ↘2823 |       |       |

Национальный состав
Село является многонациональным. Здесь проживают представители более 20 народностей.
35,6 % населения составляют русские, 23,7 % - татары, 14 % - калмыки. Также проживают чеченцы, казахи, даргинцы и др.
| Национальность | Численность | Процент |
| -------------- | ----------- | ------- |
| Русские        | 1198        | 38,03%  |
| Татары         | 725         | 23,02%  |
| Калмыки        | 404         | 12,83%  |
| Чеченцы        | 368         | 11,68%  |
| Казахи         | 178         | 5,65%   |
| Даргинцы       | 99          | 3,14%   |
| Лезгины        | 52          | 1,65%   |
| Украинцы       | 28          | 0,89%   |
| Ногайцы        | 23          | 0,73%   |
| Аварцы         | 16          | 0,51%   |
| Молдаване      | 10          | 0,32%   |
| Кумыки         | 9           | 0,29%   |
| Белорусы       | 7           | 0,22%   |
| Евреи          | 6           | 0,19%   |
| Лакцы          | 5           | 0,16%   |
| Узбеки         | 4           | 0,13%   |
| Азербайджанцы  | 3           | 0,1%    |
| Армяне         | 3           | 0,1%    |
| Башкиры        | 3           | 0,1%    |
| Марийцы        | 3           | 0,1%    |
| Мордва         | 3           | 0,1%    |
| Немцы          | 3           | 0,1%    |
| Всего          | 3150        | 100%    |

## Транспорт
В селе расположена станция Зензели Астраханского отделения Приволжской железной дороги. С морским портом Оля село связывает областная автодорога Зензели-Лиман-Оля.